# Брадульський заказник

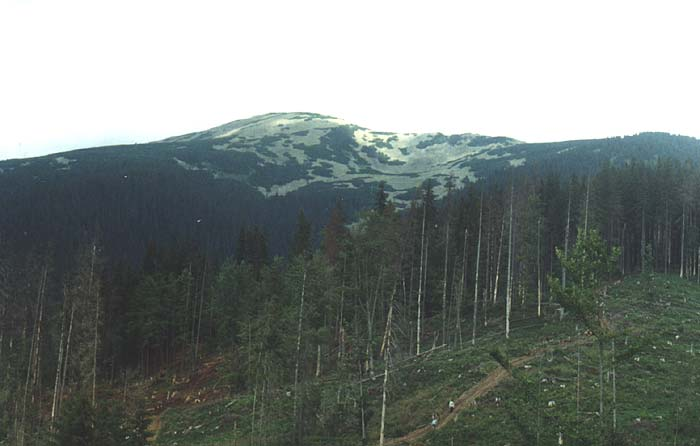
Вигляд на г. Попадю з південного боку. Видно свіжовирубані ділянки (2001 р.)

Браду́льський зака́зник — ландшафтний заказник загальнодержавного значення в Україні. Розташований на півночі Тячівського району Закарпатської області, на північ від села Німецька Мокра, у верхів'ях річки Мокрянки. 
Площа становить 1 026 га. Статус присвоєно 1974 року. Перебував у віданні Усть-Чорнянського лісокомбінату, на даний момент ― ДП «Мокрянське ЛМГ». 
Охороняється територія на скелястих південно-східних та південних схилах гори Попаді (та її відрогів), що в Ґорґанах, на висоті 1000–1740 м. Рельєф дуже розчленований. Лісом вкрито 926 га площі (90%), решта — полонини. На межі з полониною — криволісся сосни гірської. Переважають різновікові ялинові ліси з домішкою бука і явора. В підліску — бузина, горобина, вовчі ягоди звичайні. У трав'яному покриві є жовтець карпатський, листовик сколопендровий, а також зозулині сльози яйцеподібні та лілія лісова, занесені до Червоної книги України. 

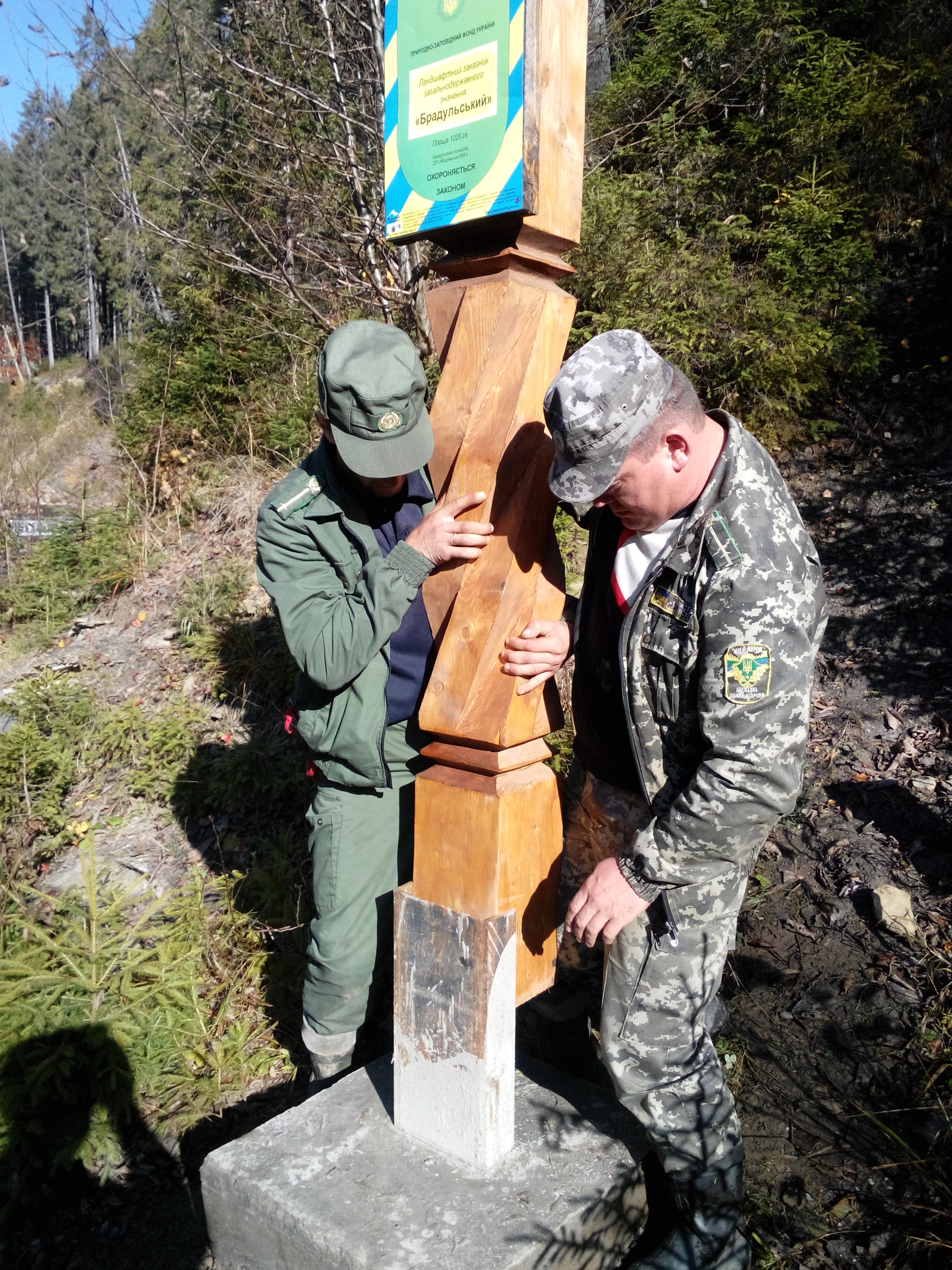
Встановлення межового знака працівниками Брадульського лісництва

Численні представники лісової фауни: олень благородний, сарна європейська, свиня дика, ведмідь бурий, куниця лісова і кам'яна, лисиця звичайна, кіт лісовий, рись, 4 види тритонів. Трапляються полоз лісовий, глушець, сова бородата, сова сіра, дятли, канюк звичайний, що занесені до Червоної книги України. 
Заказник має велике значення для збереження і вивчення гірського ландшафту з лісовою рослинністю та скельними утворами.

## Догляд

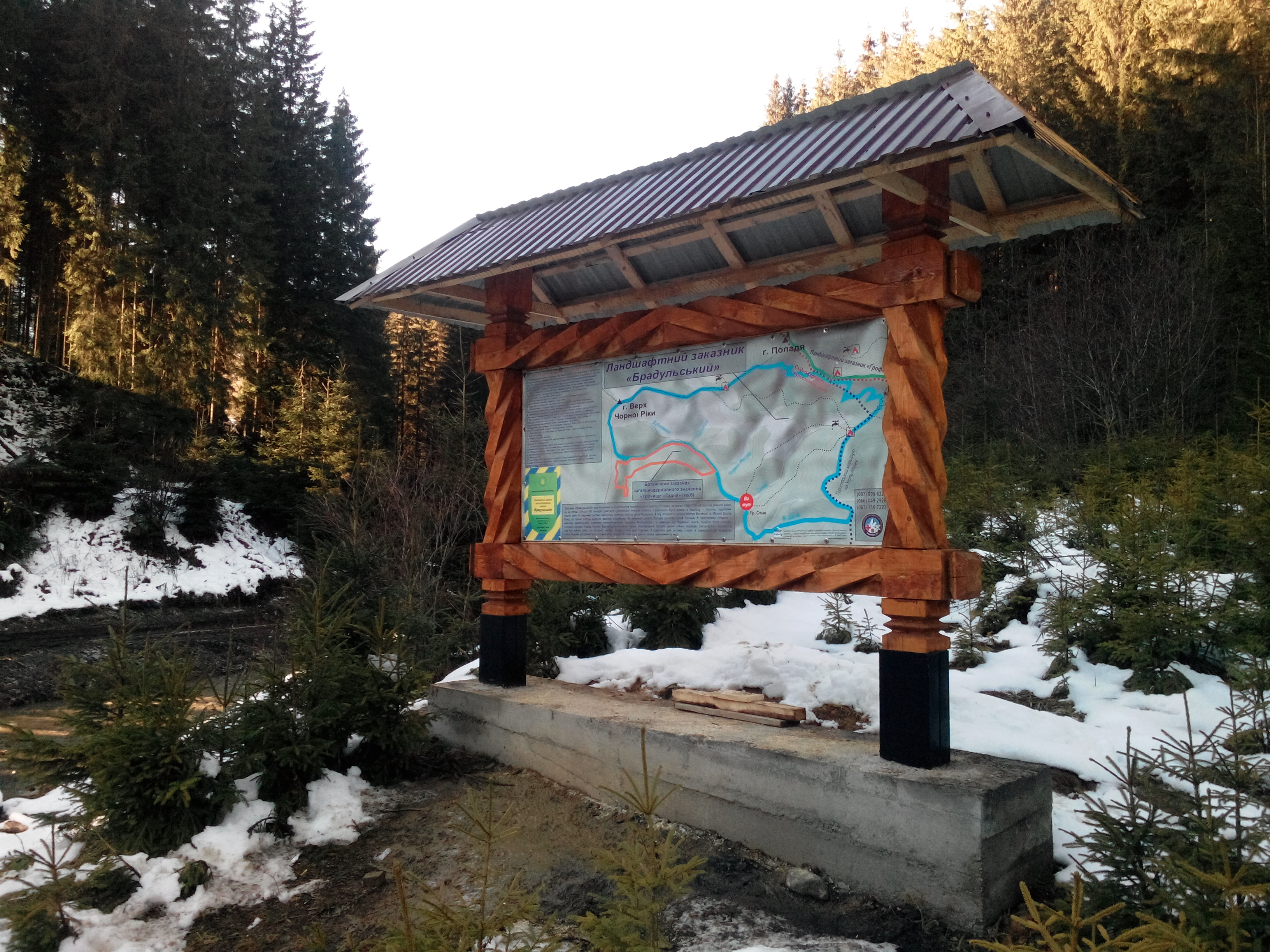
Інформаційний стенд заказника

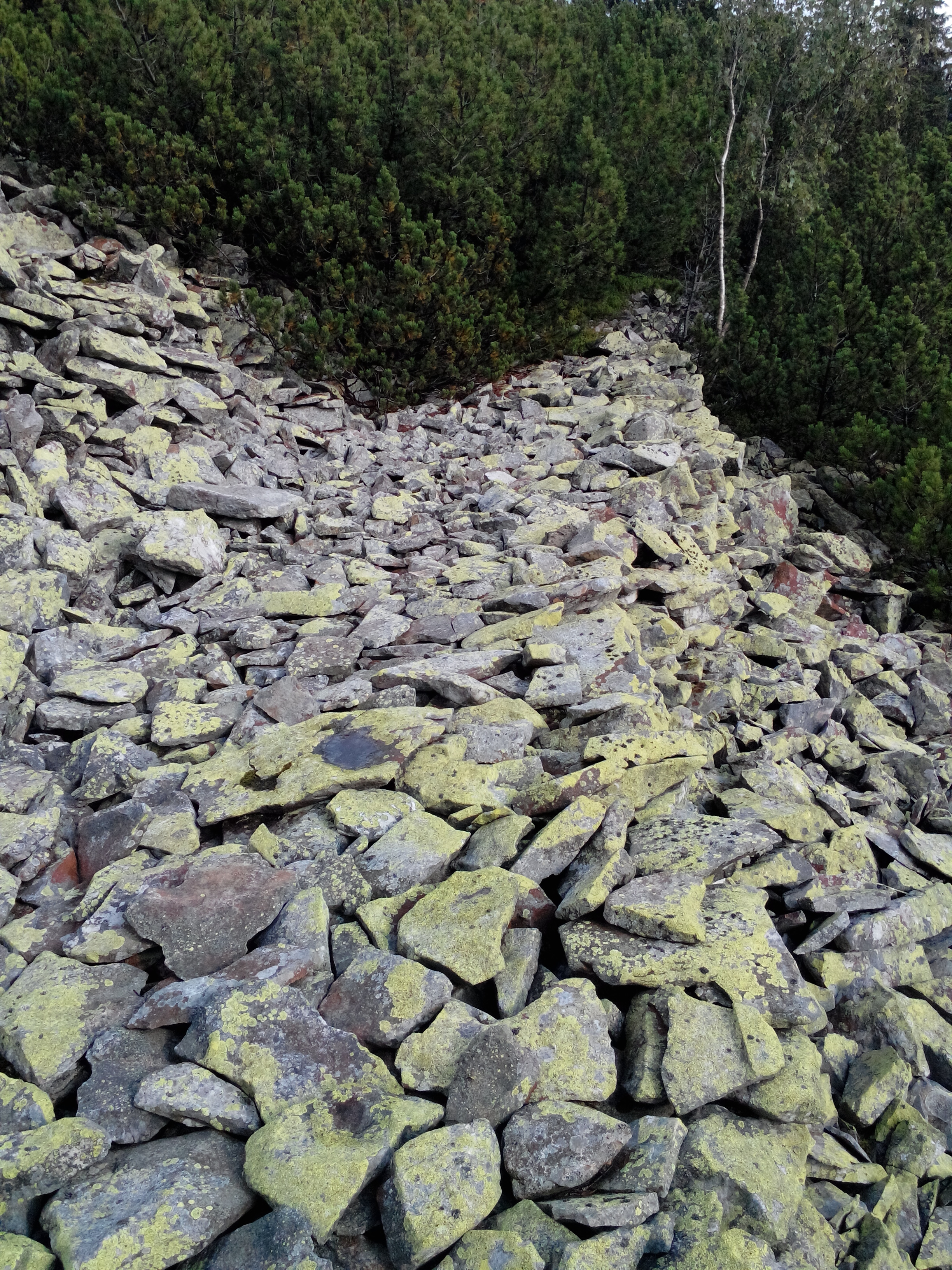
Обхідна дорога лінії Арпада південним схилом г. Попадя

2017 року лісівниками Брадульського лісництва ДП «Мокрянське ЛМГ» спільно з громадською організацією «Туристичне товариство «Карпатські стежки» було встановлено інформаційний стенд з картосхемою та правилами поведінки. Також було встановлено межові знаки по периметру заказника. Крім того, волонтери організації прочистили від вітровалів траверсуючу г. Попадя стежку, яка ймовірно є частиною фортифікацій Лінії Арпада. За свідченням місцевих жителів, стежка збудована полоненими євреями 1-ї Угорської Армії.

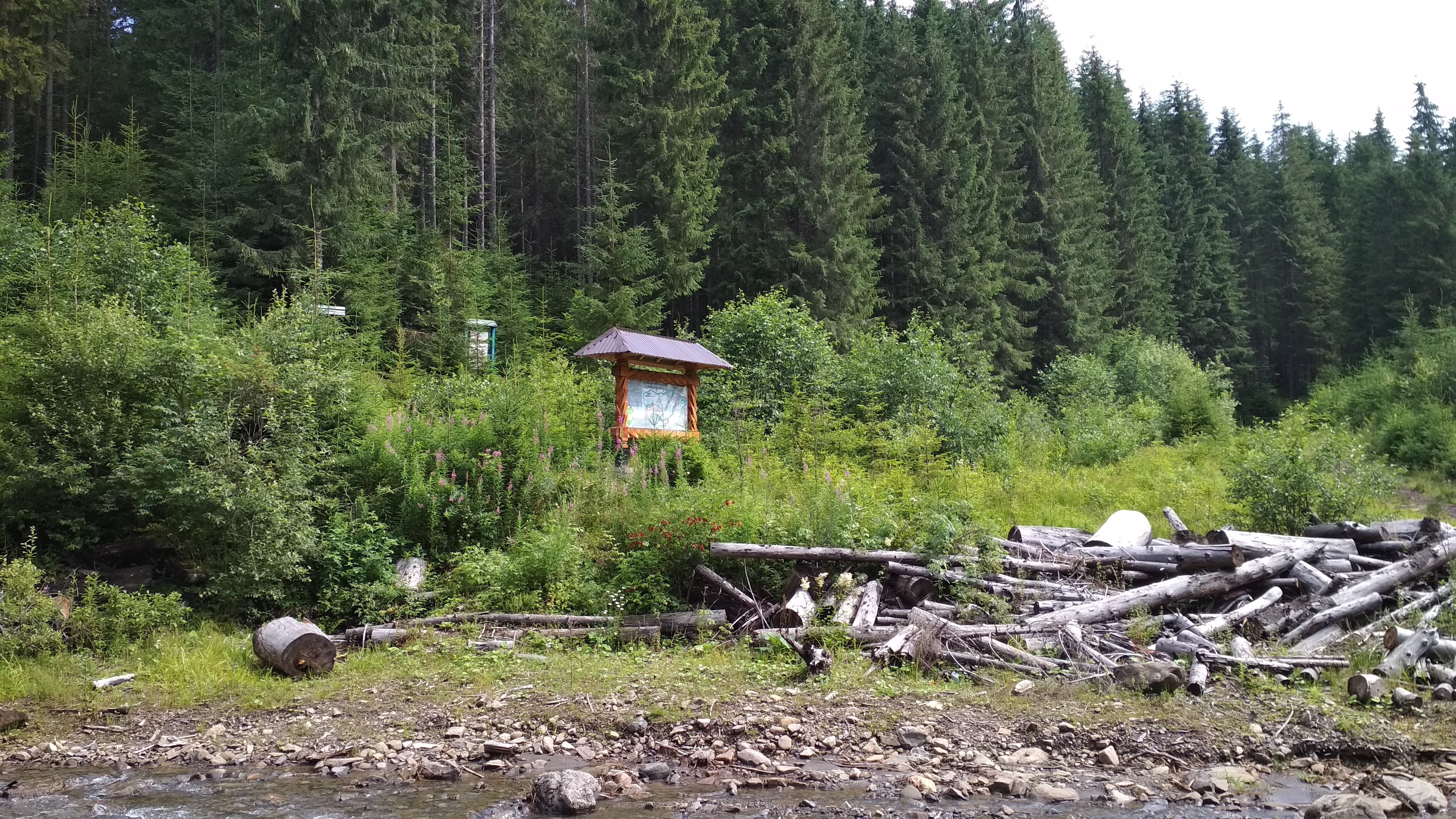
Урочище Став, інформаційний стенд